# 色拉山口
色拉山口（藏語：གཟེ་ལ།，罗马字母拼写：Sê La）也称西山口，位于印度阿鲁纳恰尔邦西卡门县与达旺县之间，是通往达旺镇的主要通道，战略地位重要。该地区属于中华人民共和国与印度领土争议地区，中国将其划归西藏自治区山南市错那县管辖，是中华人民共和国民政部第二批增补藏南地区公开使用地名中的一个，使用的地名为色拉（西山口）。 